# Rotors en tàndem

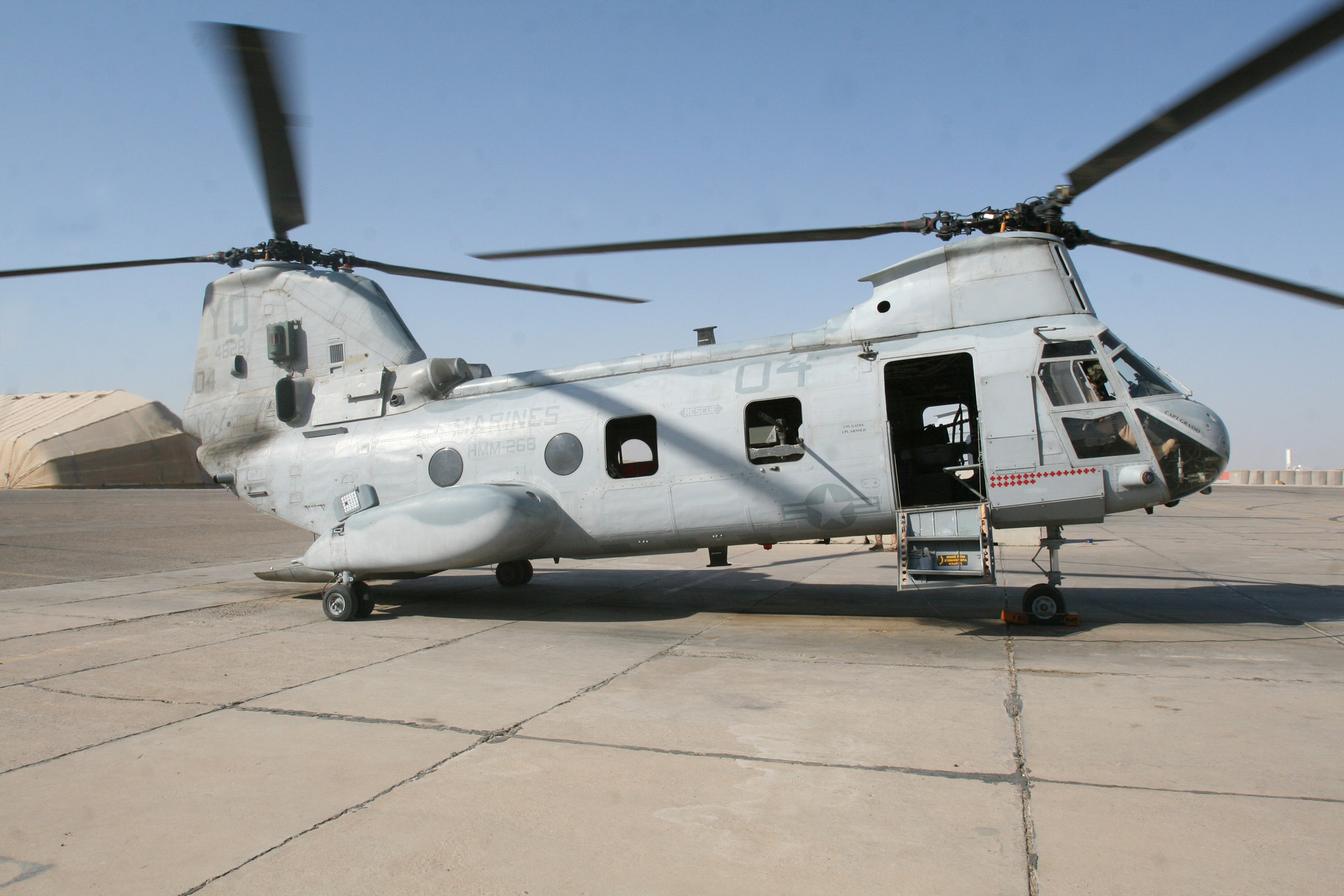
CH-46 Sigui Knight, helicòpter de rotors en tàndem.

Els helicòpters amb  rotors en tàndem  tenen dos rotors muntats un davant de l'altre (a diferents altures) en el sentit longitudinal de l'helicòpter, és a dir, en tàndem. Aquesta configuració se sol usar en helicòpters de transport.
Els helicòpters d'un únic rotor principal necessiten un rotor de cua per neutralitzar el parell motor produït pel rotor principal i mantenir-se estables en vol. En canvi, els helicòpters amb rotors en tàndem, en usar rotors contrarotatius, cada un d'ells cancel·la el parell generat per l'altre i és estable en vol sense necessitat de cap altre sistema. D'aquesta manera tota la potència dels motors s'empra per a l'elevació, a diferència d'un aparell amb rotor de cua.

## Funcionament
Els helicòpters de rotor en tàndem funcionen d'una manera semblant als de rotor únic. Cada rotor utilitza el col·lectiu per ascendir o descendir (igual que en rotor únic). El funcionament del cíclic és una cosa semblant, ja que les pales dels rotors giren sincronitzats com "engranatges" (mai es podran tocar), cada rotor utilitza el cíclic per avançar retrocedir o decantar en l'aire. Per girar (pedals) és alguna cosa diferent dels helicòpters de rotor únic, un rotor s'inclina cap a un costat mentre l'altre rotor ho fa cap al costat contrari, d'aquesta manera s'aconsegueix un gir sobre si mateix.

## Llista d'alguns helicòpters amb rotors en tàndem
- HRP Rescue (1945)
- Piasecki PV-14 (1948)
- HERCE jov-3 (1948)
- Piasecki H-21 (1949)
- McCulloch MC-4 (1951)

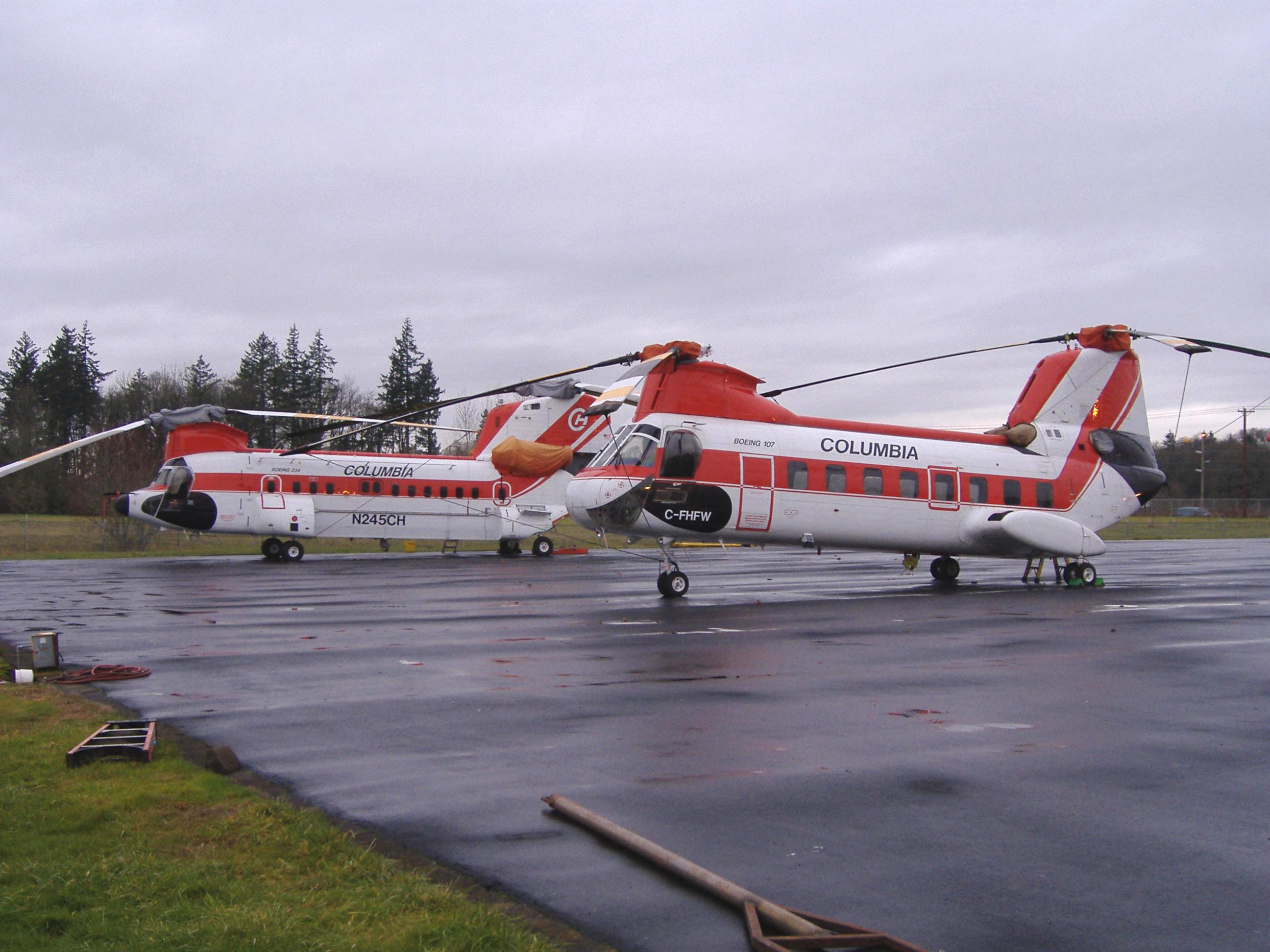
Un Boeing Vertol 107-II i un Boeing 234 operats per Columbia Helicopters.

- Piasecki H-25/HUP Retriever (1952)
- Iàkovlev Iak-24 (1952)
- Bristol Belvedere (1952)
- Piasecki H-16 (1953)
- Piasecki H-21 (1953)
- Bell HSL (1953)
- Boeing Vertol 107-II (1958)
- CH-46 Sigui Knight (1960)
- CH-47 Chinook (1961)
- Jovair Sedan 4A (1963)
- Fliper Beta 200 (1966)
- Fliper Beta 400 (1967)
- Boeing Vertol XCH-62 (1970s - not completed)
- Boeing Model 234 (1981)
- Boeing Model 360 (1987)